# Lenguas bamileké
Las lenguas bamileké son un grupo de lenguas habladas por diferentes grupos bamileké en los pastizales occidentales de Camerún, en la meseta camerunesa. Las lenguas bamileké que podrían formar dos ramas de las lenguas de los pastizales orientales son:
- Bamileké occidental: Məgaka, Ngombale, Ngomba y el grupo dialectal de los 'Bamboutos' : Yɛmba, Ngyɛmbɔɔŋ y Ŋwe
- Bamileké oriental: Fe’fe’, Ghɔmálá’, Kwa’, Nda’nda’, Mədʉmba.

## Comparación léxica
Los numerales en diferentes variedades de lenguas bamileké orientales son:
| GLOSA | Fe’fe’ | Ghɔmálá’ | Nda’nda’ | Mədʉmba | PROTO- BAM. OR. |
| ----- | ------ | -------- | -------- | ------- | --------------- |
| '1'   | ʃʉʔ    | yə́mūʔ    | ŋtʃɔ̀ʔ    | ntʃɯ̀ʔ   | *nʧoʔ <*y-moʔ   |
| '2'   | pʉ́ɒ́    | yə́pwə́    | pə́ɣə́     | bɔ̂      | *pɰa            |
| '3'   | tāā    | yə́tá     | té       | t̪át     | *tat            |
| '4'   | kwɒ̀    | yápfʉə̀   | kwò      | kwà     | *kwa            |
| '5'   | tíì    | yə́tɔ̂     | tɔ̀       | t̪ân     | *tɑn            |
| '6'   | ntɔ́hɔ́  | ntɔ̀kə́    | tó       | ndɔ́ɣə́   | *ntoɣo          |
| '7'   | sə̀mbʉ́ɒ́ | sɔmbwə́ə  | sòmbə̀ɣə̀  | sàmbɔ̂   | *sam-pɰa        |
| '8'   | hə̌     | hɔ̌m      | χóp      | fúmə́    | *fom            |
| '9'   | vʉ̀ʔʉ̄   | vʉ̀ʔʉ́     | vɨ̀ʔ      | bwə̀ʔə́   | *bwʉʔʉ          |
| '10'  | ɣǎm    | ɣǎm      | ɣáp      | ɣám     | *ɣam            |

Para las lenguas bamileké occidentales se tiene:
| GLOSA | Məgaka | Ngombale | Ngomba    | Bambouto | Bambouto  | Bambouto | PROTO- BAM. OCC. |
| GLOSA | Məgaka | Ngombale | Ngomba    | Yɛmba    | Ngyɛmbɔɔŋ | Ngwe     | PROTO- BAM. OCC. |
| ----- | ------ | -------- | --------- | -------- | --------- | -------- | ---------------- |
| '1'   | yimɔʔɔ | tá       | yemoʔ     | wɔ́mɔʔɔ́   | m̩̀mɔ́ʔɔ́     | mɔʔfi    | *-mɔʔ            |
| '2'   | yipá   | pwó      | yépá      | mépiá    | m̩̀bɯ́á      | -biə     | *-pia            |
| '3'   | yitét  | tárə     | yétát     | métét    | ǹ̩tá       | -tat     | *-tat            |
| '4'   | nəkʷɔ̀  | kwo      | yénékwa   | lekwa    | lèkùȁ     | lɛkwə    | *-kwa            |
| '5'   | yitɛ   | taː      | yeta      | metā     | ɳ̩̀ʈɯ́à      | -tɛ      | *-ta(ː)          |
| '6'   | ntɔ̌    | toɣə     | yenentúku | ntukɔ́    | ǹ̩tɔ̀ʁɔ́     | -ntuli   | *ntoʁo           |
| '7'   | sambá  | saːbwó   | sambá     | ésabiā   | sɔ̃̀ːm̩̀bɯ́á   | saːmbiə  | *saːm-pia        |
| '8'   | nəhǎ   | ləfaː    | yénéfom   | lefá     | lèfɔ̃̌ː     | lɛfɔ     | *-fom            |
| '9'   | nəvøʔ  | ləpfuʔú  | yenepfúʔú | levuʔɔ́   | lèpfwɔ̀ʔɔ́  | lɛʙə̌ʔá   | *-pfuʔu          |
| '10'  | nəɣám  | ləɣam    | neɡʉ́m     | leɣɛ̄m    | lèɣə́m     | lɛ̄ɣɛ̀m    | *-ɣəm            |